# Carles Cepero i Salat
Carles Cepero i Salat (Cervera, 1920 - Tarragona, 2003) va ser un escriptor català. Fou, a banda d'escriptor, llicenciat en dret i va exercir d'advocat a Lleida i Tarragona. També va ser mestre d'ensenyament primari i facultatiu de mines. A més de diverses obres publicades, va ser autor dels inèdits de l'obra inèdita La fabla. Reflexiones de un poeta catalán en torno a la lengua aragonesa (Tarragona, 1996) i  El poema de Madona, (1989).
Casat amb Pepita Martí i Rius, fou pare de cinc fills.

## Títols publicats
- La ciutat màgica.  Lleida-Cervera: Diputació de Lleida-Ajuntament de Cervera, 1992. ISBN 847234116X.
- Cal·lípolis, poemes tarragonins.  Tarragona: Virgili, 1995 (Biblioteca tarraconense, 13). ISBN 8492044632.
- Terres baixes de Lleida.  Lleida: Cercle de Belles Arts de Lleida, 1996. ISBN 8489426120.

## Premis
- Flor natural al certamen del Centenari de l'Acadèmia Mariana de Lleida (1962)
- Finalista de Premi "Ciutat de Barcelona" amb el poema La gàbia de ferro (1966)